# 余志 (天順進士)
余志，福建建宁縣人，明朝政治人物、進士出身。

## 生平
天顺八年，登進士，擔任广州府通判、石阡府知府。